# 沃克納博 (明尼蘇達州)
沃克納博（英語：Waukenabo）是位於美國明尼蘇達州艾特金縣沃克納博鎮區的一個非建制地區。

## 地理
沃克納博所處的海拔為高於海平面380米（即1247英呎），而該地所採用的時區為UTC-6，即北美中部時區（CST）。同時該地設有夏令時間，為UTC-6調快一小時，即UTC-5（CDT）。